# Evangelisch-lutherische Kirche Großneundorf

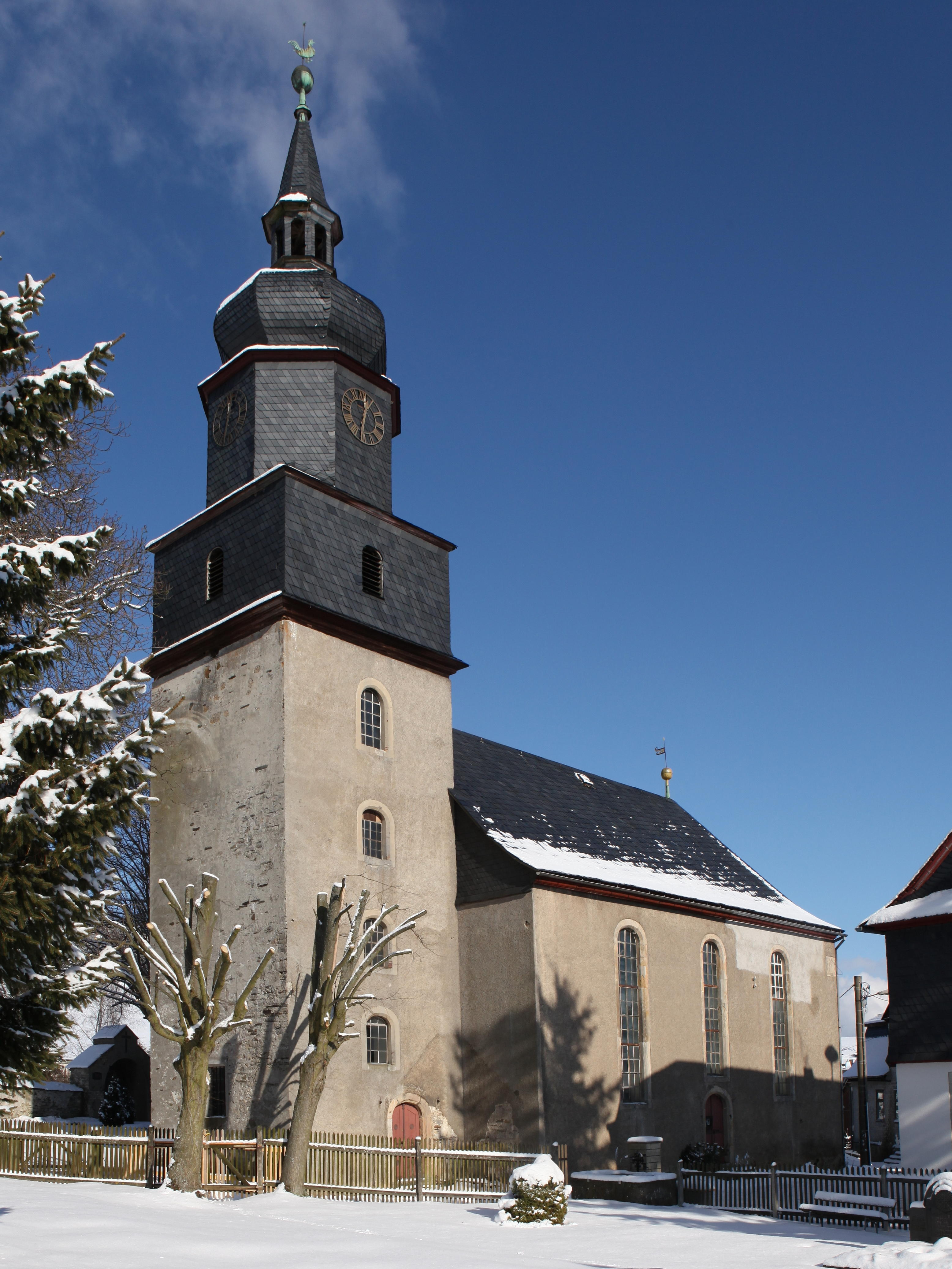
Kirche Großneundorf

Die evangelisch-lutherische Kirche Großneundorf ist eine Barockkirche im Ortsteil Großneundorf der Gemeinde Gräfenthal im Landkreis Saalfeld-Rudolstadt in Thüringen. Sie wurde 1731 ortsbildprägend am höchsten Punkt des Dorfes errichtet.

## Geschichte
Eine Kirche gab es in Großneundorf schon vor dem 16. Jahrhundert. Zum Kirchsprengel gehörten damals 17 Ortschaften. Im Jahr 1525 führte Sebastian von Pappenheim die Reformation ein. Aufgrund eines schlechten Bauzustandes der alten Kirche wurde 1728 bis 1731 ein neues Gotteshaus errichtet und am 14. August 1731 geweiht.
Seit dem Jahr 1974 ist die Pfarrstelle unbesetzt. 1983 folgte die Zusammenlegung der Pfarrgemeinde, mit den eingepfarrten Ortschaften Gösselsdorf, Gebersdorf, Lippelsdorf, Sommersdorf und Creunitz, mit der Kirchgemeinde Gräfenthal.
Im Jahr 2014 wurden die Turmlaterne, die beiden Turmknöpfe und die Wetterfahne saniert sowie die Zifferblätter der Kirchturmuhr neu angestrichen.

## Architektur und Ausstattung
Die denkmalgeschützte Barockkirche steht im alten Friedhof und ist von einer Friedhofsmauer umgeben.
Der Innenraum des Langhauses, das ohne Versatz in den Chor übergeht, ist durch hölzerne Emporen mit Balusterbrüstungen und hängenden, durchbrochen geschnitzten Zierbrettern geprägt. Die Emporen sind an den Längsseiten zweigeschossig und eingeschossig mit der Orgel an der Querseite im Westen. Eine gewölbte, hölzerne Decke überspannt den Innenraum mit sechs Ölbildern auf Leinwand, die Christus, Moses und die vier Evangelisten darstellen. Das Eingangsportal befindet sich auf der Südseite.
Im Zentrum des Chorraums steht der Altar mit einem vergoldeten Altarkruzifix aus dem Jahr 1836 und zwei silbernen Altarleuchtern von etwa 1880. Über dem Altar ist die mit Schnitzwerk verzierte Kanzel angeordnet, die von drei Flachbogendurchgängen, auf dorischen Pilastern ruhend, getragen wird. Eine Sanduhr für die Redezeit des Geistlichen befindet sich auf der Kanzel. Zwei farbige Kirchenfenster schmücken den Altarraum und zeigen ein Weihnachtsbildnis und eine Kreuzigungsdarstellung. Der Glasmaler Gottfried Heinersdorff aus Treptow schuf sie 1915.

### Orgel
Die Orgel ist ein Werk des Saalfelder Orgelbauers Johann Georg Fincke aus dem Jahr 1731. Im Jahr 1751 wurde sie um ein Viola da Gamba-Register ergänzt. 1935 erfolgte ein Umbau durch den Orgelbauer Voigt aus Halberstadt. Zwischen 1997 und 2000 ließ schließlich die Kirchgemeinde die Barockorgel von Fincke mit fünfzehn Registern auf zwei Manualen und Pedal durch den Nürnberger Orgelbaumeister Jörg Maderer rekonstruieren.

### Turm
Der etwa 30 Meter hohe Kirchturm hat eine Grundfläche von 6,3 × 4,0 Meter und ist an der Westseite angeordnet. Er weist die Jahreszahl 1731 über dem westlichen Erdgeschossfenster auf. 
Im Erdgeschoss befindet sich eine gotische Glocke ohne Klöppel, die schon 1454 vorhanden war. Im Turm hängen neben einer kleinen Taufglocke von 1922 mit dem Schlagton cis² drei Klangstahlglocken, 1948 von Schilling & Lattermann in Apolda gegossen. Dies sind die Totenglocke in e¹, die Sonntagsglocke in fis¹ und die Feierabendglocke in a¹. 
Die Turmuhr fertigte 1923 Bernhard Saam aus Themar.